# Michael McClure
Michael McClure (født 20. oktober 1932, død 4. maj 2020) var en amerikansk digter og dramatiker. Som ung udviklede McClure en store interesse for naturen, som ofte afspejles i hans lyrik.
McClure var en af de fem digtere, der sammen med Allen Ginsberg læste digte op ved den berømte Six Gallery-oplæsning i San Francisco i 1955. McClures værker forbindes sammen med værker af Ginsberg, Gary Snyder, Philip Whalen og Lawrence Ferlinghetti ofte med både San Francisco-renæssancen og beatgenerationen.
Hans stil er rå og animalistisk, og mange digte er vrøvledigte er absurde. Han var medforfatter til Janis Joplins sang, Mercedes-Benz, ligesom arbejdede sammen med tangentspilleren Ray Manzerek fra The Doors.